# Coming Soon!!
《Coming Soon!!》（日語：カミスン!）是在TBS系列逢星期一23:45至24:50播映的現場直播音樂節目，由2011年4月25日首播，2012年3月26日結束播映。

## 概要
TBS上個於平日深夜播映的音樂節目是《月光音樂團》，上個現場直播的音樂節目已是18年前的《突然綜藝速報！！COUNT DOWN100》。節目主持中居正廣曾於TBS主持的音樂節目有《歌番》、《THE MUSIC HOUR》。
節目每集會有數組藝人演出，先跟主持人中居展開談話，然後現場表演。談話時嘉賓跟中居是面對面，而不是坐在旁邊的。現場表演後嘉賓就會即時退場，在節目結束時不會全部再次集合在一起，而是只由中居一人收結。另外，節目結束時會將出席藝人的專輯排列在中居前。
節目跟Twitter有所連繫，中居會以iPad讀出「#cmsn」標籤的消息。
2012年，由中居、江角真紀子和AKB48主持的音樂節目《火曜曲！》於4月24日開始播映，本節目隨之於3月26日結束播映。

## 內容
節目的流程如下：
- 中居會坐在一張圓形桌子的內側，嘉賓則坐在外側，兩邊面對面談話。
- 談話結束至嘉賓離開桌子去準備表演的空檔，中居會在原位介紹歌曲。另外亦可能會進廣告。
- 表演結束後，嘉賓在剛才表演的佈景中跟中居作一點簡單的談話就會離場，並不會留在錄影廠。
- 上組嘉賓離場後，下一組會隨即入場，坐在圓桌的另一邊，並立即開展對話。
- 節目最後依次會有「重大的通知」、介紹下集的嘉賓和介紹該集出席者製作的POP，然後由中居收結。

## 外部連結
- 官方網站（页面存档备份，存于）（日語）